# Cyrtophora cordiformis
Cyrtophora cordiformis är en spindelart som först beskrevs av Ludwig Carl Christian Koch 1871.  Cyrtophora cordiformis ingår i släktet Cyrtophora och familjen hjulspindlar. Inga underarter finns listade i Catalogue of Life.